# Hipismo nos Jogos Pan-Americanos de 2019 - Saltos individual
A competição de saltos individual foi um dos eventos do hipismo nos Jogos Pan-Americanos de 2019. Foi disputada de 6 a 9 de agosto no Clube Equestre Militar La Molina, em Lima.

## Calendário
Horário local (UTC-5).
| Data        | Horário | Fase            |
| ----------- | ------- | --------------- |
| 6 de agosto | 11:00   | 1º qualificação |
| 7 de agosto | 10:00   | 2º qualificação |
| 7 de agosto | 14:00   | 3º qualificação |
| 9 de agosto | 11:00   | 1º Rodada       |
| 9 de agosto | 14:00   | 2º Rodada       |

## Medalhistas
| Ouro   | BRA Marlon Zanotelli (Sirene de la Motte) |
| Prata  | ARG José María Larocca (Finn Lente)       |
| Bronze | USA Elizabeth Madden (Breitling LS)       |

## Resultados

### Qualificação
| Pos. | Cavaleiro              | Nacionalidade            | Cavalo                  | 1º qualificação | 2º qualificação | 3º qualificação | Total | Notas |
| ---- | ---------------------- | ------------------------ | ----------------------- | --------------- | --------------- | --------------- | ----- | ----- |
| 1    | Pedro Veniss           | BRA Brasil               | Quabri de L'Isle        | 1.06            | 0               | 1               | 2.06  | Q     |
| 2    | Erynn Ballard          | CAN Canadá               | Fellini S               | 3.26            | 0               | 0               | 3.26  | Q     |
| 3    | Rodrigo Lambre         | BRA Brasil               | Chacciama               | 1.26            | 4               | 0               | 5.26  | Q     |
| 4    | Ignacio Montesinos     | CHI Chile                | Cornetboy               | 5.33            | 0               | 0               | 5.33  | Q     |
| 5    | Marlon Zanotelli       | BRA Brasil               | Sirene de la Motte      | 1.60            | 0               | 4               | 5.60  | Q     |
| 6    | Elizabeth Madden       | USA Estados Unidos       | Breitling LS            | 0.00            | 0               | 8               | 8.00  | Q     |
| 7    | Patricio Pasquel       | MEX México               | Babel                   | 0.29            | 8               | 0               | 8.29  | Q     |
| 8    | Eve Jobs               | USA Estados Unidos       | Venue d'Fees d Hazalles | 1.17            | 0               | 8               | 9.17  | Q     |
| 9    | Lucy Deslauriers       | USA Estados Unidos       | Hester                  | 1.32            | 8               | 0               | 9.32  | Q     |
| 10   | Eugenio Garza          | MEX México               | Armani SL Z             | 5.50            | 4               | 0               | 9.50  | Q     |
| 11   | José María Larocca     | ARG Argentina            | Finn Lente              | 2.72            | 4               | 4               | 10.72 | Q     |
| 12   | Nicole Walker          | CAN Canadá               | Falco Van Spieveld      | 1.38            | 8               | 4               | 13.38 | Q     |
| 13   | Enrique Delgado        | MEX México               | Chacna                  | 2.08            | 0               | 12              | 14.08 | Q     |
| 14   | Bernardo Naveillán     | CHI Chile                | Daisy Grand Moustier    | 7.90            | 4               | 4               | 15.90 | Q     |
| 15   | Juan Manuel Gallego    | COL Colômbia             | Fee des Sequoias Z      | 2.91            | 8               | 5               | 15.91 | Q     |
| 16   | Eduardo Menezes        | BRA Brasil               | H5 Chaganus             | 1.07            | 8               | 8               | 17.07 |       |
| 17   | Lorenza O'Farril       | MEX México               | Queens Darling          | 4.60            | 0               | 16              | 20.60 |       |
| 18   | Juan Rodríguez         | GUA Guatemala            | Magnolia Mystic Rose    | 7.90            | 4               | 9               | 20.90 | Q     |
| 19   | Mario Deslauriers      | CAN Canadá               | Amsterdam 27            | 1.57            | 16              | 4               | 21.57 | Q     |
| 20   | Alejandro Karolyi      | VEN Venezuela            | Lincourt Gino           | 5.73            | 4               | 12              | 21.73 | Q     |
| 21   | Alex Granato           | USA Estados Unidos       | Carlchen W              | 0.92            | 16              | 5               | 21.92 |       |
| 22   | Ángel Karolyi          | VEN Venezuela            | April Moon              | 3.56            | 8               | 12              | 23.56 | Q     |
| 23   | Hector Florentino      | DOM República Dominicana | Carnaval                | 5.72            | 9               | 9               | 23.72 | Q     |
| 24   | Matias Albarracin      | ARG Argentina            | Cannavaro 9             | 10.87           | 13              | 1               | 24.87 | Q     |
| 25   | Diego Viteri           | ECU Equador              | Zambia Mystic Rose      | 9.78            | 8               | 8               | 25.78 | Q     |
| 26   | Fernando Cárdenas      | COL Colômbia             | Quincy Car              | 6.48            | 12              | 8               | 26.48 | Q     |
| 27   | Rodrigo Kraus          | COL Colômbia             | Alonzo D Ete            | 9.99            | 8               | 13              | 30.99 | Q     |
| 28   | Carlos Cremona         | ARG Argentina            | Quicksilver VA          | 10.08           | 13              | 9               | 32.08 | Q     |
| 29   | María Gabriela Brugal  | DOM República Dominicana | Diablo VII              | 11.07           | 12              | 10              | 33.07 | Q     |
| 30   | Martín Dopazo          | ARG Argentina            | Call Again Cevin        | 5.39            | 21              | 9               | 35.39 |       |
| 31   | Gustavo Arroyo         | VEN Venezuela            | G&C Virko Minotais      | 7.37            | 9               | 21              | 37.37 | Q     |
| 32   | Juan Manuel Luzardo    | URU Uruguai              | Stan                    | 9.25            | 16              | 13              | 38.25 | Q     |
| 33   | Carlos Bedoya          | BOL Bolívia              | Quattro                 | 7.76            | 8               | 24              | 39.76 | Q     |
| 34   | Stieven Barwind        | PAR Paraguai             | Quinn 33                | 14.62           | 13              | 13              | 40.62 | Q     |
| 35   | Freddie Vazquez        | PUR Porto Rico           | Dontez                  | 7.21            | 16              | 20              | 43.21 | Q     |
| 36   | Raul Guarino           | URU Uruguai              | Dandy L V Chevet        | 15.98           | 16              | 12              | 43.98 | Q     |
| 37   | Juan Ortiz             | VEN Venezuela            | Rissoa Dág Bois Margot  | 11.10           | 13              | 28              | 52.10 |       |
| 38   | Lisa Carlsen           | CAN Canadá               | Parette                 | EL              | 8               | 8               | 59.24 |       |
| 39   | Juan Diego Saenz       | GUA Guatemala            | Ferdinand               | 14.33           | 24              | 21              | 59.33 | Q     |
| 40   | Martín Vanni           | URU Uruguai              | Liborius                | 15.47           | 22              | 22              | 29.47 | Q     |
| 41   | Marcelo Chirico        | URU Uruguai              | QH Baloudarc LF         | 15.68           | 20              | 25              | 60.68 |       |
| 42   | Alonso Valdez          | PER Peru                 | Chichester 3            | EL              | 16              | 8               | 67.24 | Q     |
| 43   | Noe Ben Lamine         | PER Peru                 | Dimodo                  | 20.51           | 31              | 31              | 82.51 |       |
| 44   | María José de la Torre | DOM República Dominicana | Elexo                   | 23.24           | 35              | 26              | 84.24 |       |

### Final
| Pos.              | Ginete                | Nacionalidade            | Cavalo                  | 1º Rodada | 2º Rodada | Total | Desempate | Notas |
| ----------------- | --------------------- | ------------------------ | ----------------------- | --------- | --------- | ----- | --------- | ----- |
| Medalha de ouro   | Marlon Zanotelli      | BRA Brasil               | Sirene de la Motte      | 0         | 0         | 0     |           |       |
| Medalha de prata  | José María Larocca    | ARG Argentina            | Finn Lente              | 0         | 1         | 1     |           |       |
| Medalha de bronze | Elizabeth Madden      | USA Estados Unidos       | Breitling LS            | 4         | 0         | 4     | 0         |       |
| 4                 | Nicole Walker         | CAN Canadá               | Falco Van Spieveld      | 4         | 0         | 4     | 4         |       |
| 5                 | Eve Jobs              | USA Estados Unidos       | Venue d'Fees d Hazalles | 0         | 4         | 4     | 8         |       |
| 6                 | Eugenio Garza         | MEX México               | Armani SL Z             | 0         | 4         | 4     | RT        |       |
| 7                 | Pedro Veniss          | BRA Brasil               | Quabri de L'Isle        | 4         | 1         | 5     |           |       |
| 8                 | Patricio Pasquel      | MEX México               | Babel                   | 4         | 4         | 8     |           |       |
| 9                 | Lucy Deslauriers      | USA Estados Unidos       | Hester                  | 4         | 4         | 8     |           |       |
| 10                | Juan Manuel Gallego   | COL Colômbia             | Fee des Sequoias Z      | 5         | 5         | 10    |           |       |
| 11                | Hector Florentino     | DOM República Dominicana | Carnaval                | 4         | 6         | 10    |           |       |
| 12                | Matias Albarracin     | ARG Argentina            | Cannavaro 9             | 9         | 2         | 11    |           |       |
| 13                | Erynn Ballard         | CAN Canadá               | Fellini S               | 8         | 4         | 12    |           |       |
| 14                | Ignacio Montesinos    | CHI Chile                | Cornetboy               | 12        | 0         | 12    |           |       |
| 15                | Mario Deslauriers     | CAN Canadá               | Amsterdam 27            | 8         | 5         | 13    |           |       |
| 16                | Juan Rodríguez        | GUA Guatemala            | Magnolia Mystic Rose    | 12        | 1         | 13    |           |       |
| 17                | Stieven Barwind       | PAR Paraguai             | Quinn 33                | 8         | 5         | 13    |           |       |
| 18                | Alonso Valdez         | PER Peru                 | Chichester 3            | 4         | 13        | 17    |           |       |
| 19                | Rodrigo Kraus         | COL Colômbia             | Alonzo D Ete            | 9         | 14        | 23    |           |       |
| 20                | Diego Viteri          | ECU Equador              | Zambia Mystic Rose      | 12        | 13        | 25    |           |       |
| 21                | Raul Guarino          | URU Uruguai              | Dandy L V Chevet        | 12        | 16        | 28    |           |       |
| 22                | Enrique Delgado       | MEX México               | Chacna                  | 8         | WD        |       |           |       |
| 23                | Juan Manuel Luzardo   | URU Uruguai              | Stan                    | 12        | RT        |       |           |       |
| 24                | Bernardo Naveillán    | CHI Chile                | Daisy Grand Moustier    | 16        |           |       |           |       |
| 25                | Carlos Bedoya         | BOL Bolívia              | Quattro                 | 17        |           |       |           |       |
| 26                | Gustavo Arroyo        | VEN Venezuela            | G&C Virko Minotais      | 17        |           |       |           |       |
| 27                | Alejandro Karolyi     | VEN Venezuela            | Lincourt Gino           | 19        |           |       |           |       |
| 28                | María Gabriela Brugal | DOM República Dominicana | Diablo VII              | 20        |           |       |           |       |
| 29                | Freddie Vazquez       | PUR Porto Rico           | Dontez                  | 20        |           |       |           |       |
| 30                | Carlos Cremona        | ARG Argentina            | Quicksilver VA          | 22        |           |       |           |       |
| 31                | Noe Ben Lamine        | PER Peru                 | Dimodo                  | 31        |           |       |           |       |
| 32                | Juan Diego Saenz      | GUA Guatemala            | Ferdinand               | RT        |           |       |           |       |